# Dicranota niphas
Dicranota (Ludicia) niphas là một loài ruồi trong họ Pediciidae. Chúng phân bố ở vùng Indomalaya.